# Списак јерусалимских патријарха
Јерусалимски архиепископи и патријарси, поглавари Јерусалимске патријаршије били су:

## Архиепископи (до 458.)
1. Свети Јаков (брат Господњи) од смрти Исуса Христа до 62.
2. Симеон I Јерусалимски (62—107)
3. Јустин I Јерусалимски (107—113)
4. Захеј Јерусалимски (113—116)
5. Тобија Јерусалимски (116—???)
6. Венијамин I Јерусалимски (116—117)
7. Јован I Јерусалимски (117—???)
8. Матеј I Јерусалимски (???—120)
9. Филип Јерусалимски (120—124)
10. Сенека Јерусалимски (124—???)
11. Јустин II Јерусалимски (???—???)
12. Левије Јерусалимски (124—135)
13. Јефрем Јерусалимски (135—???)
14. Јосиф I Јерусалимски (???—???)
15. Јуда Јерусалимски (???—135)
16. Марко Јерусалимски (135—136)
17. Касијан Јерусалимски (136—???)
18. Полије Јерусалимски (???—???)
19. Максим I Јерусалимски (???—???)
20. Јулијан I Јерусалимски (???—???)
21. Гаус I Јерусалимски (???—???)
22. Симак Јерусалимски (???)
23. Гаус II Јерусалимски (???—162)
24. Јулијан II Јерусалимски (162—???)
25. Кап Јерусалимски (???—???)
26. Максим II Јерусалимски (185—???)
27. Антоније Јерусалимски (???—???)
28. Валент Јерусалимски (???—???)
29. Долокан Јерусалимски (???—185)
30. Нарцис Јерусалимски (185—211)
31. Дије Јерусалимски (213—???)
32. Герман Јерусалимски (???—???)
33. Гордије Јерусалимски (???—211)
34. Александар Јерусалимски (231—251)
35. Мазабин Јерусалимски (251—260)
36. Химен Јерусалимски (260—298)
37. Замуд Јерусалимски (298—300)
38. Ермон Јерусалимски (300—314)
39. Макарије I Јерусалимски (314—333)
40. Максим III Јерусалимски (333—348)
41. Кирил I Јерусалимски (350—386)
42. Јован II Јерусалимски (386—417)
43. Пралије Јерусалимски (417—422)
44. Јувеналије Јерусалимски (422—458), од 451 Патријарх

## Патријарси (од 458.)
- Јувеналије Јерусалимски (451—458)
- Анастасије Јерусалимски (458—478)
- Мартирије Јерусалимски (478—486)
- Саластије Јерусалимски (486—494)
- Илија I Јерусалимски (494—516)
- Јован III Јерусалимски (516—524)
- Петар Јерусалимски (524—552)
- Макарије II Јерусалимски (552, 564—575)
- Евстохије Јерусалимски (552—564)
- Јован IV Јерусалимски (575—594)
- Амос Јерусалимски (594—601)
- Исак Јерусалимски 601—609
- Захарија Јерусалимски 609—631
- Модест Јерусалимски 632—634
- Софроније Јерусалимски 634—644
  - упражњено (638—???)
- Анастасије II Јерусалимски (???—706)
- Јован V Јерусалимски (706—735)
- Теодор Јерусалимски (745—770)
- Илија II Јерусалимски (770—797)
- Георгије Јерусалимски (797—807)
- Тома I Јерусалимски (807—820)
- Василије Јерусалимски (820—838)
- Јован VI Јерусалимски (838—842)
- Сергеј I Јерусалимски (842—844)
  - упражњено (844—855)
- Соломон Јерусалимски (855—860)
  - упражњено (860—862)
- Теодосије Јерусалимски (862—878)
- Илија III Јерусалимски (878—907)
- Сергеј II Јерусалимски (908—911)
- Леонтије Јерусалимски (912—929)
- Атанасије Јерусалимски (929—937)
- Христодуло Јерусалимски (937—950)
- Агатон Јерусалимски (950—964)
- Јован VII Јерусалимски (964—966)
- Христодуло II Јерусалимски (966—969)
- Тома II Јерусалимски (969—978)
  - упражњено (978—980)
- Јосиф II Јерусалимски (980—983)
- Орест Јерусалимски (983—1005)
  - упражњено (1005—1012)
- Теофил  Јерусалимски (1012—1020)
- Нићифор  Јерусалимски (1020—???)
- Јоаникије Јерусалимски (???—???)
- Софроније II Јерусалимски (???—1084)
- Теодосије Јерусалимски (1084)
- Симеон II Јерусалимски (1084—1106)

## Патријарси у егзилу
- Сава Јерусалимски (1106—1156)
- Јован VIII Јерусалимски (1106—1156)
- Јован IX Јерусалимски (1156—1166)
- Нићифор II Јерусалимски (1166—1170)
- Леонтије II Јерусалимски (1170—1190)

## Патријарси обновљене патријаршије
- Доситеј I Јерусалимски (1190—1191)
- Марко II Јерусалимски (1191—???)
  - упражњено (???—1223)
- Еутемије II Јерусалимски (1223)
- Атанасије II Јерусалимски (1224—1236)
- Софроније III Јерусалимски (1236—???)
- Григорије I Јерусалимски (???—1298)
- Тадеј Јерусалимски (1298)
  - упражњено (1298—1313)
- Атанасије III Јерусалимски (1313—1314)
  - упражњено (1314—1322)
- Григорије II Јерусалимски (1322)
  - упражњено (1322—1334)
- Лазар Јерусалимски (1334—1368)
  - упражњено (1368—1376)
- Доротеј I Јерусалимски (1376—1417)
- Теофил II Јерусалимски (1417—1424)
- Теофан I Јерусалимски (1424—1431)
- Јоаким Јерусалимски (1431—???)
  - упражњено (???—1450)
- Теофан II Јерусалимски (1450)
  - упражњено (1450—1452)
- Атанасије IV Јерусалимски (1452—???)
  - упражњено (???—1460)
- Јаков II Јерусалимски (1460)
  - упражњено (1460—1468)
- Аврам I Јерусалимски (1468)
- Григорије III Јерусалимски (1468—1493)
  - упражњено (1493—1503)
- Марко III Јерусалимски (1503)
  - упражњено (1503—1505)
- Доротеј II Јерусалимски (1505—1537)
- Герман Јерусалимски (1537—1579)
- Софроније IV Јерусалимски (1579—1608)
- Теофан III Јерусалимски (1608—1644)
- Пајсије Јерусалимски (1645—1660)
- Нектарије I Јерусалимски (1660—1669)
- Доситеј II Јерусалимски (1669—1707)
- Хризант Јерусалимски (1707—1731)
- Мелетије Јерусалимски (1731—1737)
- Партеније Јерусалимски (1737—1766)
- Јефрем II Јерусалимски (1766—1771)
- Софроније V Јерусалимски (1771—1775)
- Аврам II Јерусалимски (1775—1787)
- Прокопије I Јерусалимски (1787—1788)
- Антим Јерусалимски (1788—1808)
- Поликарп Јерусалимски (1808—1827)
- Атанасије V Јерусалимски (1827—1845)
- Кирил II Јерусалимски (1845—1872)
- Прокопије II Јерусалимски (1872—1875)
- Јеротеј Јерусалимски (1875—1882)
- Никодим I Јерусалимски (1883—1890)
- Герасим Јерусалимски 1890—1896
- Дамјан Јерусалимски 1897—1931
- Тимотеј Јерусалимски 1931—1955
- упражњено (1955—1957)
- Бенедикт Јерусалимски 1957—1980
- Диодор Јерусалимски 1981—2000
- Иринеј Јерусалимски 2001—2005
- Теофил III Јерусалимски 2005—сада